# Article 16 de la Constitution de la Cinquième République française
Pour les articles homonymes, voir Article 16 de la Constitution.
Article 15 Article 17
L'article 16 de la Constitution de la Cinquième République française est un article de la Constitution de 1958 connu comme celui qui, en période de crise, permet de donner des « pouvoirs étendus », d'ordinaire exclus au président de la République française. De manière plus mesurée, le Conseil d'État parle de « pouvoirs exceptionnels ».

## Dispositions
En France, l'article 16 de la Constitution de 1958 dispose : 
« Lorsque les institutions de la République, l'indépendance de la Nation, l'intégrité de son territoire ou l'exécution de ses engagements internationaux sont menacés d'une manière grave et immédiate et que le fonctionnement régulier des pouvoirs publics constitutionnels est interrompu, le Président de la République prend les mesures exigées par ces circonstances, après consultation officielle du Premier ministre, des Présidents des Assemblées ainsi que du Conseil constitutionnel.

Il en informe la Nation par un message.
Ces mesures doivent être inspirées par la volonté d'assurer aux pouvoirs publics constitutionnels, dans les moindres délais, les moyens d'accomplir leur mission. Le Conseil constitutionnel est consulté à leur sujet.
Le Parlement se réunit de plein droit.
L'Assemblée nationale ne peut être dissoute pendant l'exercice des pouvoirs exceptionnels.

Après trente jours d'exercice des pouvoirs exceptionnels, le Conseil constitutionnel peut être saisi par le Président de l'Assemblée nationale, le Président du Sénat, soixante députés ou soixante sénateurs, aux fins d'examiner si les conditions énoncées au premier alinéa demeurent réunies. Il se prononce dans les délais les plus brefs par un avis public. Il procède de plein droit à cet examen et se prononce dans les mêmes conditions au terme de soixante jours d'exercice des pouvoirs exceptionnels et à tout moment au-delà de cette durée. »
— Article 16 de la Constitution, version en vigueur après la révision constitutionnelle du 23 juillet 2008
Cet article a été publié avec une faute de grammaire depuis l'entrée en vigueur de la constitution de 1958. Le mot « menacés » doit en effet s'écrire « menacées ». Un amendement adopté le 16 juillet 2018 par l'Assemblée nationale, sur un projet de loi constitutionnelle dont l'examen n'a pas été mené à son terme, a proposé de corriger cette erreur.
Concrètement, il s'agit d'intégrer au mieux la gestion de crise : pour sauvegarder les institutions de la République dans des situations d'une gravité particulière (comme la guerre ou les catastrophes naturelles), cet article vise à accroître temporairement les pouvoirs de l'exécutif et à le rendre plus réactif.
La révision constitutionnelle du 23 juillet 2008 est la dernière modification de cet article.

## Histoire
Historiquement, l'article 16 s'inspire de la théorie des circonstances exceptionnelles.
En 1958, la volonté d'insérer un régime d'exception dans le texte même de la Constitution aurait été inspirée par deux événements : tout d'abord, les difficultés d'Albert Lebrun, dernier président de la IIIe République, à assurer la survie de la légalité républicaine dans le tumulte de la bataille de France en 1940. De Gaulle, l'inspirateur de la Constitution de 1958, avait en effet une connaissance intime de ces événements de mai – juin 1940, dont il avait été bien davantage qu'un simple témoin, d'abord sur le champ de bataille à la tête de la 4e division cuirassée de réserve, puis sur le plan politique en tant que sous-secrétaire d'État à la guerre et à la défense nationale dans le cabinet de Paul Reynaud. Le juriste René Capitant qualifie l'article 16 de « constitutionnalisation de l'appel du 18 juin 1940 ». Durant la rédaction de la Constitution par le Comité consultatif constitutionnel, l'article 16 a suscité l'inquiétude de plusieurs de ses membres, dont Guy Mollet. De Gaulle expliqua alors qu'il s'agissait de préserver l'État en face de circonstances d'une exceptionnelle gravité, comparables à celles de juin 1940.
La deuxième raison invoquée par le général de Gaulle pour que cet article soit inscrit dans la Constitution fut la peur d'une révolution de l'intérieur, menée par les communistes. Il déclare : « Nous avons à l'intérieur de notre pays un nombre considérable, hélas, de Français qui ne jouent plus pour la France […] et nous pouvons nous trouver, d'un moment à l'autre, dans une crise indescriptible ».
Dans son arrêt Rubin de Servens du 2 mars 1962, le Conseil d'État précise que la décision de mettre en œuvre les pouvoirs exceptionnels est « un acte de gouvernement dont il n'appartient pas au Conseil d'État d'apprécier la légalité ni de contrôler la durée d'application ». Il en est de même d'une décision portant sur une matière législative et prise par le président de la République sous ce régime. Néanmoins, l'avènement de la question prioritaire de constitutionnalité pourrait peut-être atténuer le principe ainsi dégagé par la jurisprudence en 1962.
L'article 6 de la révision constitutionnelle du 23 juillet 2008 a complété l'article par un alinéa donnant au Conseil constitutionnel la possibilité d'examiner, au bout de 30 jours d'exercice des pouvoirs exceptionnels sur demande de 60 députés ou sénateurs, ou par les présidents des assemblées, si les conditions ayant donné lieu à leur mise en œuvre sont toujours réunies. Au bout de 60 jours, le Conseil constitutionnel se saisit lui-même.

## Disposition controversée
Les termes de l'article font débat. La décision finale de mettre en application l'article 16 n'appartient qu'au président de la République et les garde-fous juridiquement établis (consultation officielle du Premier ministre, des présidents des assemblées ainsi que du Conseil constitutionnel, consultation du Conseil constitutionnel sur les mesures prises) sont peu contraignants, car ceux-ci ne lient pas le président. Le Comité consultatif constitutionnel avait, afin d'instaurer un garde-fou sérieux, proposé que l'avis du Conseil constitutionnel soit liant. En l'état actuel de l'article 16, son avis n'est pas liant, et il ne peut mettre fin aux pouvoirs exceptionnels.
Du fait des pouvoirs exceptionnels accordés au président, le constitutionnaliste Jean Gicquel qualifie le déclenchement de l'article 16 d'une « dictature temporaire en période de nécessité ». Cela correspond à l'esprit de la magistrature exceptionnelle de la République romaine. Toutefois, contrairement au principe de la dictature de la Rome antique, l'utilisation de l'article 16 n'est pas bornée dans le temps.
François Mitterrand avait vivement critiqué dans son ouvrage Le Coup d'État permanent les tribunaux d'exception nés de l'application de l'article 16. La suppression de l'article 16 était d'ailleurs voulue dans le programme commun de la gauche des années 1970. Il avait avancé un temps l'idée de remettre en cause l'article 16 dans le début des années 1990 invitant le Comité consultatif pour la révision de la Constitution « à s'interroger sur les modalités d'organisation des pouvoirs publics en cas de crise grave », avant de se rétracter.
Plus récemment, lors de la campagne de l'élection présidentielle de 2007, Ségolène Royal et François Bayrou ont fait figurer la suppression de l'article 16 dans leurs projets de modifications constitutionnelles respectifs. En 2016, lors des débats parlementaires sur le projet de loi constitutionnelle de protection de la nation, visant en particulier à inscrire l'état d'urgence dans la Constitution, des amendements sont présentés pour supprimer l'article 16, mais ils ne sont pas adoptés.
Le Président de la République ne peut pas utiliser l'article 16 pour réviser la Constitution, car son application vise à rendre aux pouvoirs constitutionnels réguliers (le Congrès du Parlement et institutions judiciaires) les moyens d'accomplir leur mission dans le cadre fixé par la Constitution courante[réf. nécessaire].
Concernant l'éventualité d'une utilisation de l'article 16 pour la loi de finances, le 9 juillet 2024, dans un entretien accordé à l'émission C dans l'air, le constitutionnaliste Benjamin Morel indique que « théoriquement on ne devrait pas pouvoir utiliser l'article 16 sur [le vote du budget], mais le seul qui est juge des circonstances de l'application de l'article 16, c'est le président lui-même ».

## Applications
États d’exception en France depuis 1955
- état d’urgence + pouvoirs exceptionnels
- état d’urgence
- état d’urgence limité à une partie du territoire
- état d’urgence sanitaire
- sortie de l’état d’urgence sanitaire

L'article 16 n'a été appliqué qu'une seule fois : du 23 avril au 29 septembre 1961,, après la tentative de coup d’État de quatre généraux en Algérie française. L'état d'urgence fut appliqué dès le 22 avril 1961. L'article 16 permit à Charles de Gaulle de proroger l'état d'urgence sans discussion parlementaire, de porter la durée de la garde à vue à quinze jours et d'étendre la pratique de l’internement administratif aux partisans de l'Algérie française. Cet usage de l'article 16 fut critiqué car, alors que le putsch dura cinq jours (jusqu'au 25 avril), l'utilisation de l'article 16 fut prolongée jusqu'en septembre,.

### Textes législatifs et réglementaires
- Décision du 23 avril 1961, JORF, no 97, 24 avril 1961, p. 3874 : « il est fait application de l'article 16 de la Constitution ».
- Décision du 29 septembre 1961, JORF, no 230, 30 septembre 1961, p. 8963 : « il cesse d’être fait application de l'article 16 de la Constitution ».